# Верхняя Кудома
Верхняя Кудома — деревня в Вытегорском районе Вологодской области.
Входит в состав Анхимовского сельского поселения, с точки зрения административно-территориального деления — в Анхимовский сельсовет.
Расстояние по автодороге до районного центра Вытегры — 20 км, до центра муниципального образования посёлка Белоусово — 10 км. Ближайшие населённые пункты — Житное, Нижняя Кудома, Рахкова Гора.
По данным переписи в 2002 году постоянного населения не было.